# Ophidiotrichus corsicanus
Ophidiotrichus corsicanus är en kvalsterart som beskrevs av Bernini och Avanzati 1983. Ophidiotrichus corsicanus ingår i släktet Ophidiotrichus och familjen Oribatellidae. Inga underarter finns listade i Catalogue of Life.